# Fin de règne
Fin de règne est le 22e épisode de la saison 2 de la série télévisée Angel. 

## Synopsis
Cordelia est horrifiée, croyant que Lorne est mort, mais celui-ci ouvre les yeux et lui explique que son espèce peut survivre à la décapitation si le corps n'est pas endommagé. Silas envoie ensuite des gardes retrouver Wesley, Gunn et Angel. Wesley et Gunn attendent d'être décapités par les rebelles quand le camp de ceux-ci est attaqué par des gardes de Silas. Les rebelles sont vainqueurs et Wesley et Gunn arrivent enfin à les convaincre qu'ils ne sont pas leurs ennemis. Fred prend soin d'Angel dans sa grotte et le vampire déduit de leur conversation qu'elle sait inconsciemment comment ouvrir un portail vers la Terre. Après avoir été eux aussi attaqués par des gardes, ils partent à la recherche de Wesley et Gunn. Pendant ce temps, Cordelia tente de retrouver le corps de Lorne et elle rencontre le Groosalugg qui lui révèle qu'il l'a déjà mis en lieu sûr. Groosalugg apprend ensuite à Cordelia qu'elle lui transmettra son pouvoir de vision durant leur « accouplement » mais Cordelia refuse d'abandonner son don.   
Angel et Fred rejoignent Wesley et Gunn au campement des rebelles. Wesley explique à Angel qu'il doit défier et tuer le Groosalugg mais Angel redoute de se transformer à nouveau en démon, n'étant pas sûr de pouvoir reprendre ensuite sa forme humaine. Wesley tente de le rassurer et le groupe se prépare ensuite à prendre la ville d'assaut. Angel lance son défi au Groosalugg et Silas ment à ce dernier à propos d'Angel afin de le monter contre lui. Les rebelles attaquent et, à l'issue d'une sanglante bataille, Cordelia tue Silas. Elle interrompt ensuite le combat entre Angel (qui lutte aussi pour ne pas se transformer) et Groosalugg en révélant qu'elle aime ce dernier. Le lendemain, alors que la tête de Lorne est à nouveau réunifiée avec son corps, Cordelia abolit l'esclavage avant de confier le pouvoir au Groosalugg. Grâce à l'aide de Fred, le groupe ouvre un portail et revient à Los Angeles. En rentrant à l'hôtel Hyperion, Angel trouve Willow qui l'attendait pour lui apprendre la mort de Buffy (voir L'Apocalypse).

## Statut particulier
Noel Murray, du site The A.V. Club, évoque un épisode qui culmine lors d'une « confrontation tendue » entre Angel et Groosalugg et où tous les personnages principaux apprennent quelque chose d'important sur eux-mêmes. Pour Ryan Bovay, du site Critically Touched, qui lui donne la note de B, l'épisode « clôt dignement l'arc pyléen de fin de saison » mais n'est « pas aussi bon que le précédent » car il n'a pas le courage d'aller au bout des « développements de personnages les plus difficiles », par exemple en laissant Lorne en vie alors que sa mort aurait donné à l'histoire « beaucoup plus de force ».

## Distribution

### Acteurs crédités au générique
- David Boreanaz : Angel
- Charisma Carpenter : Cordelia Chase
- Alexis Denisof : Wesley Wyndam-Pryce
- J. August Richards : Charles Gunn

### Acteurs crédités en début d'épisode
- Andy Hallett : Lorne
- Amy Acker : Winifred « Fred » Burkle
- Brody Hutzler : Landok
- Mark Lutz : Groosalugg
- Michael Phenicie : Silas
- Tom McCleister : la mère du Clan Deathwok
- Lee Reherman : le capitaine

### Acteurs crédités en fin d'épisode
- Alyson Hannigan : Willow Rosenberg